# Lijst van rijksmonumenten in Schoorl
De plaats Schoorl telt 20 inschrijvingen in het rijksmonumentenregister. Hieronder een overzicht.
| Object                                                                 | Oorspronkelijke functie?  | Bouwjaar     | Architect          | Locatie          | Coördinaten?                  | Nr.?   | Afbeelding                                                      |
| ---------------------------------------------------------------------- | ------------------------- | ------------ | ------------------ | ---------------- | ----------------------------- | ------ | --------------------------------------------------------------- |
| Raadhuis                                                               | Bestuursgebouw en onderdl | 1601         |                    | Duinweg 3        | 52° 42' 2" NB, 4° 41' 39" OL  | 33823  | Meer afbeeldingen                                               |
| Hervormde Kerk: kerk                                                   | Kerk en kerkonderdeel     | 1783 (steen) |                    | Duinweg 5        | 52° 42' 1" NB, 4° 41' 40" OL  | 33824  | Meer afbeeldingen                                               |
| Hervormde Kerk: toren                                                  | Kerk en kerkonderdeel     |              |                    | Duinweg bij 5    | 52° 42' 1" NB, 4° 41' 40" OL  | 33825  | Meer afbeeldingen                                               |
| Kijkduin                                                               | Industrie- en poldermolen | 1772         |                    | Molenweg 13      | 52° 42' 23" NB, 4° 41' 49" OL | 33827  | Meer afbeeldingen                                               |
| Hargermolen                                                            | Industrie- en poldermolen | 1804         |                    | Mosterdweg 11    | 52° 44' 37" NB, 4° 39' 35" OL | 33828  | Meer afbeeldingen                                               |
| Slapershuis. Schotbalksluis met gemetselde sluishoofden en houten brug | Waterkering en -doorlaat  | 1872         |                    | Koogerweg bij 1  | 52° 44' 29" NB, 4° 40' 7" OL  | 33829  | Upload foto                                                     |
| Stolpboerderij                                                         | Boerderij                 | 1895         |                    | Heereweg 58      | 52° 42' 17" NB, 4° 41' 34" OL | 516004 | Stolpboerderij                                                  |
| Veestal onderdeel van het boerderijcomplex 'Heereweg 58'               | Boerderij                 | 1895         |                    | Heereweg bij 58  | 52° 42' 17" NB, 4° 41' 34" OL | 516005 | Veestal onderdeel van het boerderijcomplex 'Heereweg 58'        |
| Arbeiderswoning                                                        | Woonhuis                  | 1882         |                    | Heereweg 140     | 52° 42' 48" NB, 4° 41' 5" OL  | 516007 | Arbeiderswoning                                                 |
| Voormalige koeienstal                                                  | Boerderij                 | 1917         |                    | Heereweg bij 140 | 52° 42' 48" NB, 4° 41' 5" OL  | 516008 | Voormalige koeienstal                                           |
| Stolpboerderij behorend tot het boerderijcomplex 'Heereweg 322'        | Boerderij                 | 1700-1900    |                    | Heereweg 322     | 52° 43' 31" NB, 4° 38' 60" OL | 516010 | Stolpboerderij behorend tot het boerderijcomplex 'Heereweg 322' |
| Kapschuur behorend tot het boerderijcomplex 'Heereweg 322'             | Boerderij                 | 1800-1900    |                    | Heereweg bij 322 | 52° 43' 31" NB, 4° 38' 60" OL | 516011 | Meer afbeeldingen                                               |
| Spannenburg                                                            | Woonhuis                  | 1908         | C.J. Ooms          | Duinweg 4        | 52° 42' 2" NB, 4° 41' 36" OL  | 516014 | Spannenburg                                                     |
| Villa                                                                  | Woonhuis                  | 1914         | P. Verweel         | Duinweg 18       | 52° 41' 55" NB, 4° 41' 35" OL | 516015 | Meer afbeeldingen                                               |
| Bollenschuur                                                           | Boerderij                 | 1929         | G. de Beurs Gz.    | Duinweg 21       | 52° 41' 50" NB, 4° 41' 43" OL | 516016 | Bollenschuur                                                    |
| De Kroft                                                               | Woonhuis                  | 1920         | Heineke en Kuipers | Huismansweg 13   | 52° 42' 30" NB, 4° 41' 42" OL | 516017 | De Kroft                                                        |
| Atelierwoning                                                          | Werk-woonhuis             | 1924         | K.P. Zuurbier      | Gerbrandtslaan 8 | 52° 41' 24" NB, 4° 42' 11" OL | 516018 | Upload foto                                                     |
| Arbeiderswoning                                                        | Woonhuis                  | 1885         |                    | Hargergat 4      | 52° 43' 19" NB, 4° 39' 16" OL | 516020 | Upload foto                                                     |
| Duinwijk                                                               | Woonhuis                  | 1823         |                    | Binnenweg 6      | 52° 43' 27" NB, 4° 39' 42" OL | 516021 | Duinwijk                                                        |
| Stolpboerderij                                                         | Boerderij                 | 1884         |                    | Heereweg 194     | 52° 42' 56" NB, 4° 40' 41" OL | 516022 | Meer afbeeldingen                                               |
| Villa Oorsprong                                                        | woonhuis                  | 1930-1931    | Kees Royaards      | Bobbeleweg 11    | 52° 42' 31" NB, 4° 41' 13" OL | 532534 | Villa Oorsprong                                                 |